# Chun In-soo
Dans ce nom coréen, le nom de famille, Chun, précède le nom personnel.
Chun In-soo (né le 13 juillet 1965) est un archer sud-coréen.

## Biographie
Chun In-soo dispute les Jeux olympiques d'été de 1988 se tenant à Séoul. Il se classe quatrième de l'épreuve individuelle et est sacré champion olympique par équipe avec Lee Han-sup et Park Sung-soo.